# Rychlobruslení na Zimních olympijských hrách 1998
Závody v rychlobruslení se na Zimních olympijských hrách 1998 v Naganu uskutečnily ve dnech 8.–20. února 1998 v hale M-Wave.

## Přehled

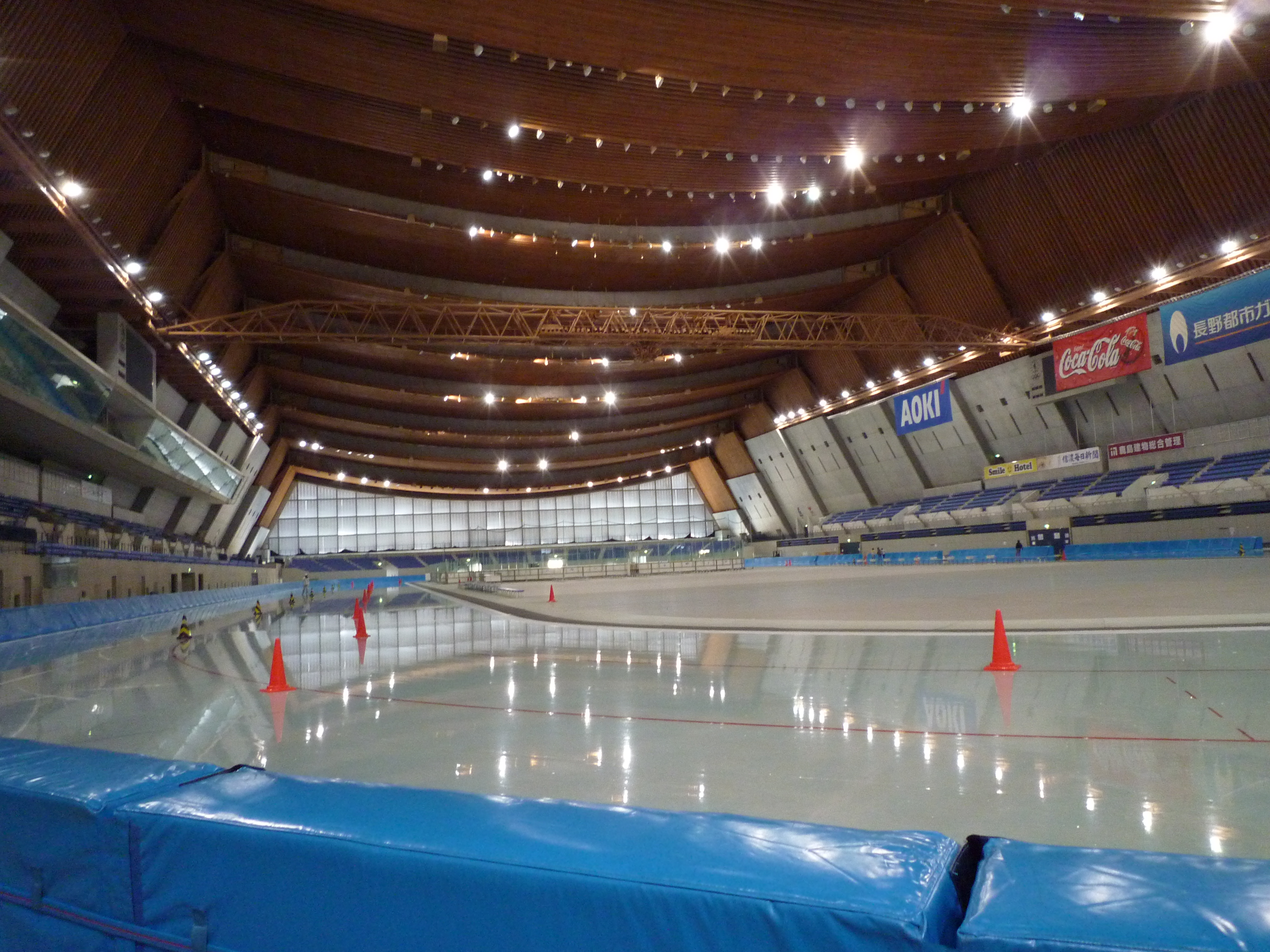
M-Wave

V Naganu bylo na programu celkem 10 závodů, pět pro muže a pět pro ženy. Muži startovali na tratích 500 m, 1000 m, 1500 m, 5000 m a 10 000 m, ženy na tratích 500 m, 1000 m, 1500 m, 3000 m a 5000 m.
Poprvé na zimních olympijských hrách byly závody na 500 m pořádány v podobě dvou jízd, jejichž časy se sčítají.

## Medailové pořadí zemí
| Pořadí  | Země                         | Zlato | Stříbro | Bronz | Celkově |
| ------- | ---------------------------- | ----- | ------- | ----- | ------- |
| 1.      | Nizozemsko (NED)             | 5     | 4       | 2     | 11      |
| 2.      | Německo (GER)                | 2     | 3       | 1     | 6       |
| 3.      | Kanada (CAN)                 | 1     | 2       | 2     | 5       |
| 4.      | Japonsko (JPN)               | 1     | 0       | 2     | 3       |
| 5.      | Norsko (NOR)                 | 1     | 0       | 0     | 1       |
| 6.      | Spojené státy americké (USA) | 0     | 1       | 1     | 2       |
| 7.      | Belgie (BEL)                 | 0     | 0       | 1     | 1       |
| 7.      | Kazachstán (KAZ)             | 0     | 0       | 1     | 1       |
| Celkově | Celkově                      | 10    | 10      | 10    | 30      |

## Muži

### 500 m
| Pořadí           | Jméno              | Země                   | Čas 1      | Čas 2      | Celkový čas | Ztráta |
| ---------------- | ------------------ | ---------------------- | ---------- | ---------- | ----------- | ------ |
| Zlatá medaile    | Hirojasu Šimizu    | Japonsko               | 35,76 (OR) | 35,59 (OR) | 71,35 (OR)  | 0,00   |
| Stříbrná medaile | Jeremy Wotherspoon | Kanada                 | 36,04      | 35,80      | 71,84       | +0,49  |
| Bronzová medaile | Kevin Overland     | Kanada                 | 35,78      | 36,08      | 71,86       | +0,51  |
| 4.               | Sylvain Bouchard   | Kanada                 | 35,90      | 36,10      | 72,00       | +0,65  |
| 5.               | Patrick Bouchard   | Kanada                 | 35,96      | 36,09      | 72,05       | +0,70  |
| 6.               | Casey FitzRandolph | Spojené státy americké | 35,81      | 36,39      | 72,20       | +0,85  |
| 7.               | Kim Jun-man        | Jižní Korea            | 36,13      | 36,23      | 72,36       | +1,01  |
| 8.               | I Kju-hjok         | Jižní Korea            | 36,14      | 36,41      | 72,55       | +1,20  |
| 9.               | Ermanno Ioriatti   | Itálie                 | 36,30      | 36,36      | 72,66       | +1,31  |
| 10.              | Roger Strøm        | Norsko                 | 36,53      | 36,15      | 72,68       | +1,33  |

### 1000 m
| Pořadí           | Jméno               | Země                   | Čas          | Ztráta |
| ---------------- | ------------------- | ---------------------- | ------------ | ------ |
| Zlatá medaile    | Ids Postma          | Nizozemsko             | 1:10,64 (OR) | 0,00   |
| Stříbrná medaile | Jan Bos             | Nizozemsko             | 1:10,71      | +0,07  |
| Bronzová medaile | Hirojasu Šimizu     | Japonsko               | 1:11,00      | +0,36  |
| 4.               | Jakko Jan Leeuwangh | Nizozemsko             | 1:11,26      | +0,62  |
| 5.               | Sylvain Bouchard    | Kanada                 | 1:11,29      | +0,65  |
| 6.               | Jeremy Wotherspoon  | Kanada                 | 1:11,39      | +0,75  |
| 7.               | Casey FitzRandolph  | Spojené státy americké | 1:11,64      | +1,00  |
| 8.               | KC Boutiette        | Spojené státy americké | 1:11,75      | +1,11  |
| 9.               | Peter Adeberg       | Německo                | 1:11,90      | +1,26  |
| 9.               | Kevin Overland      | Kanada                 | 1:11,90      | +1,26  |

### 1500 m
| Pořadí           | Jméno              | Země                   | Čas          | Ztráta |
| ---------------- | ------------------ | ---------------------- | ------------ | ------ |
| Zlatá medaile    | Ådne Søndrål       | Norsko                 | 1:47,87 (WR) | 0,00   |
| Stříbrná medaile | Ids Postma         | Nizozemsko             | 1:48,13      | +0,26  |
| Bronzová medaile | Rintje Ritsma      | Nizozemsko             | 1:48,52      | +0,65  |
| 4.               | Jan Bos            | Nizozemsko             | 1:49,75      | +1,88  |
| 5.               | KC Boutiette       | Spojené státy americké | 1:50,04      | +2,17  |
| 6.               | Martin Hersman     | Nizozemsko             | 1:50,31      | +2,44  |
| 7.               | Hirojuki Noake     | Japonsko               | 1:50,49      | +2,62  |
| 8.               | Toru Aojanagi      | Japonsko               | 1:50,68      | +2,81  |
| 9.               | Christian Breuer   | Německo                | 1:50,95      | +3,08  |
| 10.              | Andrej Anufrijenko | Rusko                  | 1:50,99      | +3,12  |

### 5000 m
| Pořadí           | Jméno                | Země       | Čas          | Ztráta |
| ---------------- | -------------------- | ---------- | ------------ | ------ |
| Zlatá medaile    | Gianni Romme         | Nizozemsko | 6:22,20 (WR) | 0,00   |
| Stříbrná medaile | Rintje Ritsma        | Nizozemsko | 6:28,24      | +6,04  |
| Bronzová medaile | Bart Veldkamp        | Belgie     | 6:28,31      | +6,11  |
| 4.               | Bob de Jong          | Nizozemsko | 6:31,73      | +9,17  |
| 5.               | Frank Dittrich       | Německo    | 6:32,17      | +9,97  |
| 6.               | René Taubenrauch     | Německo    | 6:35,21      | +13,01 |
| 7.               | Keidži Širahata      | Japonsko   | 6:36,71      | +14,51 |
| 8.               | Kjell Storelid       | Norsko     | 6:37,12      | +14,92 |
| 9.               | Roberto Sighel       | Itálie     | 6:38,33      | +16,13 |
| 10.              | Marnix ten Kortenaar | Rakousko   | 6:38,35      | +16,15 |

### 10 000 m
| Pořadí           | Jméno                | Země                   | Čas           | Ztráta |
| ---------------- | -------------------- | ---------------------- | ------------- | ------ |
| Zlatá medaile    | Gianni Romme         | Nizozemsko             | 13:15,33 (WR) | 0,00   |
| Stříbrná medaile | Bob de Jong          | Nizozemsko             | 13:25,76      | +10,43 |
| Bronzová medaile | Rintje Ritsma        | Nizozemsko             | 13:28,19      | +12,86 |
| 4.               | Bart Veldkamp        | Belgie                 | 13:29,69      | +14,36 |
| 5.               | Kjell Storelid       | Norsko                 | 13:35,95      | +20,62 |
| 6.               | Frank Dittrich       | Německo                | 13:36,58      | +21,25 |
| 7.               | Lasse Sætre          | Norsko                 | 13:42,94      | +27,61 |
| 8.               | KC Boutiette         | Spojené státy americké | 13:44,03      | +28,70 |
| 9.               | Roberto Sighel       | Itálie                 | 13:46,85      | +31,52 |
| 10.              | Alexander Baumgärtel | Německo                | 13:48,44      | +33,11 |

## Ženy

### 500 m
| Pořadí           | Jméno                     | Země                   | Čas 1      | Čas 2      | Celkový čas | Ztráta |
| ---------------- | ------------------------- | ---------------------- | ---------- | ---------- | ----------- | ------ |
| Zlatá medaile    | Catriona LeMayová-Doanová | Kanada                 | 38,39 (OR) | 38,21 (OR) | 76,60 (OR)  | 0,00   |
| Stříbrná medaile | Susan Auchová             | Kanada                 | 38,42      | 38,51      | 76,93       | +0,33  |
| Bronzová medaile | Tomomi Okazakiová         | Japonsko               | 38,55      | 38,55      | 77,10       | +0,50  |
| 4.               | Franziska Schenková       | Německo                | 38,88      | 38,57      | 77,45       | +0,85  |
| 5.               | Kjóko Šimazakiová         | Japonsko               | 38,75      | 38,93      | 77,68       | +1,08  |
| 6.               | Marianne Timmerová        | Nizozemsko             | 39,12      | 39,03      | 78,15       | +1,55  |
| 7.               | Sabine Völkerová          | Německo                | 39,19      | 39,00      | 78,19       | +1,59  |
| 8.               | Monique Garbrechtová      | Německo                | 39,11      | 39,34      | 78,45       | +1,85  |
| 9.               | Světlana Žurovová         | Rusko                  | 39,11      | 39,38      | 78,49       | +1,89  |
| 10.              | Chris Wittyová            | Spojené státy americké | 39,09      | 39,44      | 78,53       | +1,93  |

### 1000 m
| Pořadí           | Jméno                     | Země                   | Čas          | Ztráta |
| ---------------- | ------------------------- | ---------------------- | ------------ | ------ |
| Zlatá medaile    | Marianne Timmerová        | Nizozemsko             | 1:16,51 (OR) | 0,00   |
| Stříbrná medaile | Chris Wittyová            | Spojené státy americké | 1:16,79      | +0,28  |
| Bronzová medaile | Catriona LeMayová-Doanová | Kanada                 | 1:17,37      | +0,86  |
| 4.               | Sabine Völkerová          | Německo                | 1:17,54      | +1,03  |
| 5.               | Annamarie Thomasová       | Nizozemsko             | 1:17,95      | +1,44  |
| 6.               | Becky Sundstromová        | Spojené státy americké | 1:18,23      | +1,72  |
| 7.               | Tomomi Okazakiová         | Japonsko               | 1:18,27      | +1,76  |
| 8.               | Eriko Sanmijaová          | Japonsko               | 1:18,36      | +1,85  |
| 9.               | Moira D'Andreaová         | Spojené státy americké | 1:18,38      | +1,87  |
| 10.              | Monique Garbrechtová      | Německo                | 1:18,76      | +2,25  |

### 1500 m
| Pořadí           | Jméno                          | Země                   | Čas          | Ztráta |
| ---------------- | ------------------------------ | ---------------------- | ------------ | ------ |
| Zlatá medaile    | Marianne Timmerová             | Nizozemsko             | 1:57,58 (WR) | 0,00   |
| Stříbrná medaile | Gunda Niemannová-Stirnemannová | Německo                | 1:58,66      | +1,08  |
| Bronzová medaile | Chris Wittyová                 | Spojené státy americké | 1:58,97      | +1,39  |
| 4.               | Emese Hunyadyová               | Rakousko               | 1:59,19      | +1,61  |
| 5.               | Anni Friesingerová             | Německo                | 1:59,20      | +1,62  |
| 6.               | Annamarie Thomasová            | Nizozemsko             | 1:59,29      | +1,71  |
| 7.               | Claudia Pechsteinová           | Německo                | 1:59,46      | +1,88  |
| 8.               | Jennifer Rodriguezová          | Spojené státy americké | 2:00,97      | +3,39  |
| 9.               | Světlana Bažanovová            | Rusko                  | 2:01,54      | +3,96  |
| 10.              | Natalja Polozkovová            | Rusko                  | 2:01,56      | +3,98  |

### 3000 m
| Pořadí           | Jméno                          | Země                   | Čas          | Ztráta |
| ---------------- | ------------------------------ | ---------------------- | ------------ | ------ |
| Zlatá medaile    | Gunda Niemannová-Stirnemannová | Německo                | 4:07,29 (OR) | 0,00   |
| Stříbrná medaile | Claudia Pechsteinová           | Německo                | 4:08,47      | +1,18  |
| Bronzová medaile | Anni Friesingerová             | Německo                | 4:09,44      | +2,15  |
| 4.               | Jennifer Rodriguezová          | Spojené státy americké | 4:11,64      | +4,35  |
| 5.               | Emese Hunyadyová               | Rakousko               | 4:12,01      | +4,72  |
| 6.               | Kirstin Holumová               | Spojené státy americké | 4:12,24      | +4,95  |
| 7.               | Ljudmila Prokaševová           | Kazachstán             | 4:14,23      | +6,94  |
| 8.               | Annamarie Thomasová            | Nizozemsko             | 4:14,38      | +7,09  |
| 9.               | Carla Zijlstraová              | Nizozemsko             | 4:16,43      | +9,14  |
| 10.              | Světlana Bažanovová            | Rusko                  | 4:16,45      | +9,16  |

### 5000 m
| Pořadí           | Jméno                          | Země                   | Čas          | Ztráta |
| ---------------- | ------------------------------ | ---------------------- | ------------ | ------ |
| Zlatá medaile    | Claudia Pechsteinová           | Německo                | 6:59,61 (WR) | 0,00   |
| Stříbrná medaile | Gunda Niemannová-Stirnemannová | Německo                | 6:59,65      | +0,04  |
| Bronzová medaile | Ljudmila Prokaševová           | Kazachstán             | 7:11,14      | +11,53 |
| 4.               | Barbara de Loorová             | Nizozemsko             | 7:11,81      | +12,20 |
| 5.               | Tonny de Jongová               | Nizozemsko             | 7:12,77      | +13,16 |
| 6.               | Carla Zijlstraová              | Nizozemsko             | 7:12,89      | +13,28 |
| 7.               | Kirstin Holumová               | Spojené státy americké | 7:14,20      | +14,59 |
| 8.               | Emese Hunyadyová               | Rakousko               | 7:15,23      | +15,62 |
| 9.               | Elena Belciová                 | Itálie                 | 7:15,58      | +15,97 |
| 10.              | Jennifer Rodriguezová          | Spojené státy americké | 7:16,78      | +17,17 |

## Program
| Den    | Datum          | Zahájení (UTC+9) | Zahájení (SEČ) | Závod         | Fáze          |
| ------ | -------------- | ---------------- | -------------- | ------------- | ------------- |
| den 2  | 8. února 1998  | 15:00            | 07:00          | 5000 m muži   | 5000 m muži   |
| den 3  | 9. února 1998  | 16:30            | 08:30          | 500 m muži    | 1. jízda      |
| den 4  | 10. února 1998 | 16:30            | 08:30          | 500 m muži    | 2. jízda      |
| den 5  | 11. února 1998 | 15:00            | 07:00          | 3000 m ženy   | 3000 m ženy   |
| den 6  | 12. února 1998 | 15:00            | 07:00          | 1500 m muži   | 1500 m muži   |
| den 7  | 13. února 1998 | 16:30            | 08:30          | 500 m ženy    | 1. jízda      |
| den 8  | 14. února 1998 | 16:30            | 08:30          | 500 m ženy    | 2. jízda      |
| den 9  | 15. února 1998 | 15:00            | 07:00          | 1000 m muži   | 1000 m muži   |
| den 10 | 16. února 1998 | 15:00            | 07:00          | 1500 m ženy   | 1500 m ženy   |
| den 11 | 17. února 1998 | 15:00            | 07:00          | 10 000 m muži | 10 000 m muži |
| den 13 | 19. února 1998 | 15:00            | 07:00          | 1000 m ženy   | 1000 m ženy   |
| den 14 | 20. února 1998 | 15:00            | 07:00          | 5000 m ženy   | 5000 m ženy   |

## Zúčastněné země
- Belgie (1)
- Bělorusko (4)
- Čína (12)
- Finsko (1)
- Francie (1)
- Itálie (4)
- Jižní Korea (13)
- Japonsko (18)
- Kanada (17)
- Kazachstán (7)
- Lotyšsko (1)
- Maďarsko (2)
- Německo (14)
- Nizozemsko (16)
- Norsko (10)
- Nový Zéland (1)
- Polsko (3)
- Portugalsko (1)
- Rakousko (4)
- Rumunsko (2)
- Rusko (18)
- Severní Korea (2)
- Spojené státy americké (14)
- Švýcarsko (1)
- Ukrajina (4)